# Lista de herdeiros do trono norueguês
Esta é uma lista de indivíduos que foram, em dado período de tempo, considerados os herdeiros do trono do Reino da Noruega (1814-presente), em caso de abdicação ou morte do monarca incumbente. Os herdeiros (presuntivos ou aparentes) que, de fato, sucedeam ao monarca norueguês estão representados em negrito.
A lista inclui nobres a partir de 1665, quando o reino adotou a sucessão hereditária seguindo o desejo de Frederico III. Entretanto, a Noruega constitui uma das mais antigas monarquias ainda em vigor no continente europeu, dado que seu primeiro monarca - Sverre - ascendeu ao trono em 1184. Em 1387, a Noruega tornou-se uma monarquia eletiva e passou a integrar a União de Kalmar, compartilhando o mesmo soberano com Suécia e Dinamarca. Monarcas dinamarqueses e suecos reinaram no trono norueguês até 1905, quando o então Príncipe Carlos da Dinamarca ascendeu ao trono e assumiu o título norueguês de Haakon VII. 
Desde a ascensão de Haakon VII e a subsequente Dissolução da Noruega-Suécia de 1905, o herdeiro do trono norueguês é o filho mais velho do monarca soberano que costuma, por tradição, receber o título de "Príncipe Herdeiro da Noruega". Desde o estabelecimento de uma monarquia hereditária na Noruega, apenas dois herdeiros aparentes não assumiram o trono: Frederico da Dinamarca (devido a abdicação de seu pai Cristiano Frederico) e Gustavo, Príncipe Herdeiro (após a deposição de seu pai Óscar II). 

## Herdeiros ao trono norueguês
| Em união pessoal com o Reino da Suécia (Suécia-Noruega); Casa de Holstein-Gottorp (1751-1818) | Em união pessoal com o Reino da Suécia (Suécia-Noruega); Casa de Holstein-Gottorp (1751-1818) | Em união pessoal com o Reino da Suécia (Suécia-Noruega); Casa de Holstein-Gottorp (1751-1818) | Em união pessoal com o Reino da Suécia (Suécia-Noruega); Casa de Holstein-Gottorp (1751-1818) | Em união pessoal com o Reino da Suécia (Suécia-Noruega); Casa de Holstein-Gottorp (1751-1818) | Em união pessoal com o Reino da Suécia (Suécia-Noruega); Casa de Holstein-Gottorp (1751-1818) |
| Monarca                                                                                       | Herdeiro                                                                                      | Relacionamento com o monarca                                                                  | Tornou-se herdeiro (Data; Motivo)                                                             | Deixou de ser herdeiro (Data; Motivo)                                                         | Próximo na linha de sucessão                                                                  |
| --------------------------------------------------------------------------------------------- | --------------------------------------------------------------------------------------------- | --------------------------------------------------------------------------------------------- | --------------------------------------------------------------------------------------------- | --------------------------------------------------------------------------------------------- | --------------------------------------------------------------------------------------------- |
| Carlos II                                                                                     | Príncipe herdeiro Karl Johan                                                                  | Filho adotivo                                                                                 | 4 de novembro de 1814 Pai adotivo eleito rei                                                  | 5 de fevereiro de 1818 O pai adotivo morreu, tornou-se rei                                    | Príncipe Oscar, Duque de Södermanland, filho                                                  |
| Em união pessoal com o Reino da Suécia (Suécia-Noruega); Casa de Bernadotte (1818–1905)       |                                                                                               |                                                                                               |                                                                                               |                                                                                               |                                                                                               |
| Monarca                                                                                       | Herdeiro                                                                                      | Relacionamento com o monarca                                                                  | Tornou-se herdeiro (Data; Motivo)                                                             | Deixou de ser herdeiro (Data; Motivo)                                                         | Próximo na linha de sucessão                                                                  |
| Carlos III João                                                                               | Príncipe herdeiro Oscar, Duque de Södermanland                                                | Filho                                                                                         | 5 de fevereiro de 1818 Pai tornou-se rei                                                      | 8 de março de 1844 Pai morreu e tornou-se rei                                                 | Nenhum, 1818-1826                                                                             |
| Carlos III João                                                                               | Príncipe herdeiro Oscar, Duque de Södermanland                                                | Filho                                                                                         | 5 de fevereiro de 1818 Pai tornou-se rei                                                      | 8 de março de 1844 Pai morreu e tornou-se rei                                                 | Príncipe Karl, Duque de Skåne, 1826–1844, filho                                               |
| Oscar I                                                                                       | Príncipe herdeiro Carlos, Duque de Skåne                                                      | Filho                                                                                         | 8 de março de 1844 Pai tornou-se rei                                                          | 8 de julho de 1859 Pai morreu e tornou-se rei                                                 | Gustavo, Duque da Uplândia, 1844–1852, irmão                                                  |
| Oscar I                                                                                       | Príncipe herdeiro Carlos, Duque de Skåne                                                      | Filho                                                                                         | 8 de março de 1844 Pai tornou-se rei                                                          | 8 de julho de 1859 Pai morreu e tornou-se rei                                                 | Príncipe Oscar, Duque de Östergötland, 1852, irmão                                            |
| Oscar I                                                                                       | Príncipe herdeiro Carlos, Duque de Skåne                                                      | Filho                                                                                         | 8 de março de 1844 Pai tornou-se rei                                                          | 8 de julho de 1859 Pai morreu e tornou-se rei                                                 | Carlos Óscar, Duque de Sudermânia, 1852–1854, filho                                           |
| Oscar I                                                                                       | Príncipe herdeiro Carlos, Duque de Skåne                                                      | Filho                                                                                         | 8 de março de 1844 Pai tornou-se rei                                                          | 8 de julho de 1859 Pai morreu e tornou-se rei                                                 | Príncipe Oscar, Duque de Östergötland, 1854–1859, irmão                                       |
| Carlos IV                                                                                     | Príncipe Oscar, Duque de Östergötland                                                         | Irmão                                                                                         | 8 de julho de 1859 Irmão tornou-se rei                                                        | 13 de setembro de 1872 Irmão morreu, tornou-se rei                                            | Príncipe Gustaf, Duque de Värmland, filho                                                     |
| Oscar II                                                                                      | Príncipe Herdeiro Gustaf, Duque de Värmland                                                   | Filho                                                                                         | 13 de setembro de 1872 Pai tornou-se rei                                                      | 7 de junho de 1905 Pai deposto, união pessoal dissolvida                                      | Príncipe Oscar, Duque de Gotland, 1872–1882, irmão                                            |
| Oscar II                                                                                      | Príncipe Herdeiro Gustaf, Duque de Värmland                                                   | Filho                                                                                         | 13 de setembro de 1872 Pai tornou-se rei                                                      | 7 de junho de 1905 Pai deposto, união pessoal dissolvida                                      | Príncipe Gustaf Adolf, Duque de Skåne, 1882–1905, filho                                       |
| Após a união pessoal com a Suécia; Casa de Glücksburg (1905-presente)                         |                                                                                               |                                                                                               |                                                                                               |                                                                                               |                                                                                               |
| Monarca                                                                                       | Herdeiro                                                                                      | Relacionamento com o monarca                                                                  | Tornou-se herdeiro (Data; Motivo)                                                             | Deixou de ser herdeiro (Data; Motivo)                                                         | Próximo na linha de sucessão                                                                  |
| Haakon VII                                                                                    | Príncipe Herdeiro Olav                                                                        | Filho                                                                                         | 18 de novembro de 1905 Pai eleito rei, confirmado por referendo                               | 21 de setembro de 1957 Pai morreu, tornou-se rei                                              | Nenhum, 1905-1937                                                                             |
| Haakon VII                                                                                    | Príncipe Herdeiro Olav                                                                        | Filho                                                                                         | 18 de novembro de 1905 Pai eleito rei, confirmado por referendo                               | 21 de setembro de 1957 Pai morreu, tornou-se rei                                              | Príncipe Harald, 1937–1957, filho                                                             |
| Olavo V                                                                                       | Príncipe Herdeiro Haraldo                                                                     | Filho                                                                                         | 21 de setembro de 1957 Pai tornou-se rei                                                      | 17 de janeiro de 1991 Pai morreu, tornou-se rei                                               | Nenhum, 1957-1973                                                                             |
| Olavo V                                                                                       | Príncipe Herdeiro Haraldo                                                                     | Filho                                                                                         | 21 de setembro de 1957 Pai tornou-se rei                                                      | 17 de janeiro de 1991 Pai morreu, tornou-se rei                                               | Príncipe Haakon, 1973–1991, filho                                                             |
| Haraldo V                                                                                     | Príncipe Herdeiro Haakon                                                                      | Filho                                                                                         | 17 de janeiro de 1991 Pai se tornou rei                                                       | Titulo                                                                                        | Princesa Märtha Louise, 1991–2004, irmã                                                       |
| Haraldo V                                                                                     | Príncipe Herdeiro Haakon                                                                      | Filho                                                                                         | 17 de janeiro de 1991 Pai se tornou rei                                                       | Titulo                                                                                        | Princesa Ingrid Alexandra, 2004 – presente, filha                                             |